# Asociación Nacional de Construcción Democrática de China
La Asociación Nacional de Construcción Democrática de China (en chino simplificado: 中国 民主建国会 y pinyin Zhōngguó mínzhǔ jiànguóhuì) (ANCDC), también conocida por su abreviatura china Minjian (民建), es uno de los ocho partidos políticos legalmente reconocidos en la República Popular China que siguen la dirección del Partido Comunista de China y son miembros de la Conferencia Consultiva Política del Pueblo Chino. Fue fundada en Chongqing en 1945 por la Sociedad de Educación Vocacional, un exmiembro de la Liga Democrática de China.
Su vicepresidente, Rong Yiren, ocupó el cargo de tercer vicepresidente de China según la cuarta Constitución de la República Popular China de 1993 a 1998.
Los miembros son principalmente empresarios de la industria manufacturera, financiera o comercial de los sectores privado y estatal. El expresidente del ANCDC es Chen Changzhi (陈昌智), ex viceministro del Ministerio de Supervisión.

## Historia
Después del final de la segunda guerra sino-japonesa, las dos partes llegaron al "Acuerdo Doble Diez". En ese momento, la Sociedad de Educación Profesional de China dirigida por Huang Yanpei y la "Federación de Fábrica de Qianchuan" representada por Hu Juewen , así como algunas otras figuras de alto nivel en los círculos culturales y educativos y personas étnicas industriales y comerciales, planeaban establecer organizaciones políticas que representaran sus intereses. Por lo tanto, el 16 de diciembre de 1945, se estableció la Asociación Nacional de Construcción Democrática de China en el Edificio Industrial del Sudoeste, Calle Baixiang, Chongqing ; el núcleo de su programa político básico es la democracia y la construcción. La reunión también eligió como directores a Hu Juewen , Zhang Naiqi , Huang Yanpei y otros.
En septiembre de 1949, representantes de la Asociación Nacional Democrática de la Construcción Huang Yanpei, Zhang Naiqi, Hu Juewen, Shi Fuliang, Sun Qimeng, etc, participaron en la primera sesión de la Conferencia Consultiva Política del Pueblo Chino; entre ellos, Huang Yanpei fue designado como uno de los cuatro viceprimer ministros del Consejo de Estado .
Ahora, aparte del Tíbet , la Asociación Nacional de Construcción Democrática de China ha establecido organizaciones locales en otras 30 provincias, regiones autónomas y municipios de China . La Organización Nacional Democrática Central de la Construcción de Beijing tiene seis departamentos funcionales, incluidos la Oficina General, el Departamento de Organización, el Departamento de Propaganda, el Departamento de Investigación e Investigación, el Departamento de Enlace y los Departamentos de Servicio de Construcción de Dos Civilizaciones; también alberga el "Minxun" y la Revista de teoría económica " Círculo Económico ", y bajo su jurisdicción" Editorial Democracia y Construcción ".

## Presidentes
1. Huang Yanpei (黄炎培) (1945–1965)
2. Hu Juewen (胡厥文) (1979–1987)
3. Sun Qimeng (孙起孟) (1987–1996)
4. Cheng Siwei (成思危) (1996–2007)
5. Chen Changzhi (陈昌智) (2007–2017)
6. Hao Mingjin (郝明金) (2017–presente)[1]